# César Alcides Balbín Tamayo
César Alcides Balbín Tamayo (ur. 8 września 1958 w Santa Rosa de Osos) – kolumbijski duchowny rzymskokatolicki, w latach 2015–2021 biskup Caldas, biskup Cartago od 2021.

## Życiorys
Święcenia kapłańskie otrzymał 15 listopada 1985 i został inkardynowany do diecezji Santa Rosa de Osos. Przez kilka lat pracował jako wikariusz, później był rektorem niższego (1989–1993) i wyższego (1996–1999) seminarium. Od 2000 kierował organizacjami skupiającymi kolumbijskich kapłanów. W 2014 został proboszczem w Bellavista.
28 stycznia 2015 został prekonizowany biskupem Caldas. Sakry biskupiej udzielił mu 7 marca 2015 abp Ettore Balestrero.
18 października 2021 papież Franciszek przeniósł go na urząd biskupa Cartago.